# Barry Hughart
Barry Hughart (* 13. März 1934 in Peoria, Illinois; † 1. August 2019) war ein US-amerikanischer Fantasy-Autor.

## Leben
Hughart studierte Anglistik und erwarb während seiner Dienstzeit bei der United States Air Force in Fernost tiefe Eindrücke von der Kultur und Literatur Chinas, die er in seine Meister-Li-Trilogie einfließen ließ. Er lebte in Tucson, Arizona.
Die Meister Li-Detektivromane spielten in „einem alten China, das es nie gegeben hat“. Hauptfiguren der drei Romane waren Li Kao, ein Weiser mit kleinem Charakterfehler, und sein Adlatus Lu Yu, genannt Nummer Zehn, der Ochse.
Sein Roman Bridge of Birds (deutsch: Die Brücke der Vögel) wurde 1985 mit dem World Fantasy Award ausgezeichnet. Ein Jahr später erhielt der Roman den Mythopoeic Fantasy Award.

## Werke

### Master Li
- Bridge of Birds, St. Martin’s Press 1984, ISBN 0-312-09551-1
  - Die Brücke der Vögel, Krüger, Frankfurt/Main 1986, Übersetzer Manfred Ohl und Hans Sartorius, ISBN 3-8105-0821-7
- The Story of the Stone, Doubleday Foundation 1988, ISBN 0-385-24636-6
  - Meister Li und der Stein des Himmels, Krüger, Frankfurt/Main 1988, Übersetzer Manfred Ohl und Hans Sartorius, ISBN 3-8105-0822-5
- Eight Skilled Gentlemen, Doubleday Foundation 1991, ISBN 0-385-41710-1
  - Die Insel der Mandarine, Fischer-Taschenbuch-Verlag, Frankfurt am Main 1992, Übersetzerin Waltraud Götting, ISBN 3-596-11280-X.
- The Chronicles of Master Li and Number Ten Ox, The Stars Our Destination 1998, ISBN 0-9665436-0-2
  - Die Geheimnisse von Meister Li, Fischer-Taschenbuch-Verlag, Frankfurt am Main 1996, ISBN 3-596-13323-8 (3 Romane in einem Band).